# Wolfgang Mittmann
Wolfgang Mittmann (* 26. März 1939 in Trebnitz, Schlesien; † 12. Februar 2006 in Beiersdorf, Brandenburg) war ein Polizeioffizier der Volkspolizei und Schriftsteller, der bis zur Wende nebenberuflich und danach hauptberuflich Kriminalliteratur veröffentlichte. Er wurde mit seinen kriminalhistorischen Büchern, darunter die Reihe „Große Fälle der Volkspolizei“, bekannt.

## Leben
Wolfgang Mittmann machte zunächst als Volkspolizist Karriere und war bis zur Wende  Hauptmann der Kriminalpolizei der DDR. Er wurde nach Abschaffung der militärischen Dienstgrade bei der Volkspolizei als Kriminalhauptkommissar in den Ruhestand versetzt. Danach betätigte er sich als Kriminalschriftsteller. Schon in der DDR hat er ab 1971  Kriminalromane in den Verlagen Das Neue Berlin, Neues Leben und im Militärverlag der Deutschen Demokratischen Republik  veröffentlicht.  Seine Bücher behandelten spektakuläre oder bis heute mysteriöse Verbrechen aus der Zeit der DDR, die Mittmann nachrecherchierte und detailliert neu nachvollzog.
1991 war Wolfgang Mittmann Mitherausgeber der Gesamtbibliografie „Die Kriminalliteratur der DDR“. Zudem schrieb er Kriminalerzählungen, Romane und Hörspiele.

## Werke
- Der Tod in den Dünen: Kriminalerzählung. Das Neue Berlin, Berlin 1971.
- Der Major und die Schuldigen: Kriminalerzählung. Das Neue Berlin, Berlin 1973.
- Einer ist der Mörder: Kriminalerzählung. Das Neue Berlin, Berlin 1976.
- Tatverdacht: Kriminalroman. Das Neue Berlin, Berlin 1980.
- Mord in der Heide. Verlag Neues Leben, Berlin 1984.
- Nach dem Mörder wird gefahndet. Militärverlag der Deutschen Demokratischen Republik, Berlin 1988, ISBN 3-327-00611-3.
- Grossfahndung Berta. Verlag Neues Leben, Berlin 1988, ISBN 3-355-00726-9.
- Gefahr am Bohrturm 160. Militärverlag der Deutschen Demokratischen Republik, Berlin 1989, ISBN 3-327-00846-0.
- mit Reinhard Hillich: Die Kriminalliteratur der DDR: 1949-1990; Bibliographie. Akademie-Verlag, Berlin 1991, ISBN 3-05-001856-9.
- Fahndung: Große Fälle der Volkspolizei. Das Neue Berlin, Berlin 1995, ISBN 3-359-00788-3.
- als Herausgeber: Rufen Sie die MUK: Mordsgeschichten aus der DDR. Das Neue Berlin, Berlin 1998, ISBN 3-360-01211-9.
- Aktion Roland: Jagd auf einen Frauenmörder. Das Neue Berlin, Berlin 1999, ISBN 3-360-00870-7.
- Tatzeit: Große Fälle der Deutschen Volkspolizei; Band 1 und 2. Das Neue Berlin, Berlin 2000, ISBN 3-360-00895-2.
- Mordverdacht: Große Fälle der Volkspolizei 4. Das Neue Berlin, Berlin 2001, ISBN 3-360-00962-2.
- Gladow-Bande: Die Revolverhelden von Berlin. Das Neue Berlin, Berlin 2003, ISBN 3-360-01228-3.
- Mordverdacht: Große Fälle der Volkspolizei Band 3 und 4. Das Neue Berlin, Berlin 2004, ISBN 3-360-01244-5.
- mit Curt Klausmann: Die geheime K1 der DDR: Fälle, Fakten, Fahnder. Militzke, Leipzig 2006, ISBN 3-86189-749-0.
- Tatort Schwerin und zwei weitere Fälle. Bild und Heimat, Reichenbach 2012, ISBN 978-3-7310-0908-5.
- Tatort Dessau und zwei weitere Fälle. Bild und Heimat, Berlin 2014, ISBN 978-3-86789-434-0.
- Der Frauenmörder vom Salzigen See: Acht große Fälle der Volkspolizei. Das Neue Berlin 2024, ISBN 978-3-360-02770-2.